# Iron and Wine
Iron and Wine is de naam van de Amerikaanse singer-songwriter Samuel Beam (Columbia, South Carolina, Verenigde Staten, 26 juli 1974), meestal samen met zijn zevenkoppige band, soms als duo, en soms alleen. In alle bezettingen draagt de groep de naam Iron and Wine. De stijl van Iron and Wine is te omschrijven als folkrock. Iron and Wine heeft 3 albums en 6 ep's uitgebracht. In de muziek van Iron and Wine komen regelmatig veel verschillende (ongebruikelijke) instrumenten voor, zoals violen, accordeon, banjo, veel percussiespeeltjes en gitaren, keyboards en orgeltjes die soms omgekeerd worden afgespeeld.

## Geschiedenis
Beam slaagde voor de Florida State University Film School en werkte als professor van film en cinematografie op de University of Miami en Miami International University of Art & Design. Tijdens deze periode schreef en zong Beam al liedjes. Na 7 jaar zong hij wat in op een recorder van een vriend van hem, Ben Bridwell van Band of Horses. Bridwell speelde de gemaakte tape gelijk weer door naar anderen, waaronder de eigenaar van Sub Pop Records, die Beam gelijk contracteerde.
In 2002 verscheen het eerste album van Iron and Wine: The Creek Drank the Cradle. Het album is opgenomen bij Beam thuis. Het tweede album kwam uit in 2004 en werd wel opgenomen in een professionele studio: Our Endless Numbered Days. Naar aanleiding van deze twee albums vergelijken muziekcritici de muziek van Iron and Wine regelmatig met die van Nick Drake, Elliott Smith en Sufjan Stevens. In hetzelfde jaar covert Beam een lied van The Postal Service; "Such great heights". De cover wordt gebruikt in een commercial van M&M's en in de film Garden State, waar het lied tevens de soundtrack van wordt.
In 2005 maakte Iron and Wine een ep samen met de groep Calexico en in 2007 kwam het derde album uit, dat The Shepherd's Dog heet. Voor dit album had Beam zich onder andere laten inspireren door Paul Simon en het album Swordfishtrombones van Tom Waits.
Live valt Iron and Wine op door ingetogen optredens en het uiterlijk van de bebaarde Beam. In 2007 vormde hij een zevenkoppige band om zich heen waarmee hij verschillende optredens geeft. Hierin zit ook de zangeres Sarah Beam, de zus van Sam. In 2008 stond Iron and Wine onder andere in Nederland op het festival Lowlands.

## Discografie

### Albums
| Album met eventuele hitnotering(en) in de Nederlandse Album Top 100 | Datum van verschijnen | Datum van binnenkomst | Hoogste positie | Aantal weken | Opmerkingen |
| ------------------------------------------------------------------- | --------------------- | --------------------- | --------------- | ------------ | ----------- |
| Our endless numbered days                                           | 23-03-2004            | -                     |                 |              |             |
| Creek drank the cradle                                              | 10-06-2006            | -                     |                 |              |             |
| The shepherd's dog                                                  | 25-09-2007            | -                     |                 |              |             |
| Kiss each other clean                                               | 21-01-2011            | 29-01-2011            | 54              | 3            |             |
| Ghost on ghost                                                      | 2013                  | 20-04-2013            | 88              | 1*           |             |
| Beast Epic                                                          | 2017                  | -                     |                 |              |             |

| Album met hitnotering(en) in de Vlaamse Ultratop 200 albums | Datum van verschijnen | Datum van binnenkomst | Hoogste positie | Aantal weken | Opmerkingen |
| ----------------------------------------------------------- | --------------------- | --------------------- | --------------- | ------------ | ----------- |
| The shepherd's dog                                          | 2007                  | 13-10-2007            | 84              | 1            |             |
| Kiss each other clean                                       | 2011                  | 05-02-2011            | 43              | 4*           |             |
| Ghost on ghost                                              | 2013                  | 20-04-2013            | 156             | 1*           |             |
| Beast Epic                                                  | 2017                  | -                     |                 |              |             |

### Ep's
- Iron & Wine Tour EP (2002)
- The Sea & The Rhythm (2003)
- Iron & Wine iTunes Exclusive EP (2004)
- Woman King (2005)
- In the Reins met Calexico (2005)
- Live Session (iTunes Exclusive) EP (2006)

### Singles
- Sub Pop Singles Club: "Call Your Boys" b/w "Dearest Forsaken" (cd + Clear 7" Vinyl) (2002)
- "No Moon" b/w "Sinning Hands" (Limited 7" Vinyl Bonus met de eerste versie van het tweede album Our Endless Numbered Days) (2004)
- "Passing Afternoon" (2004)
- "The Trapeze Swinger" (alleen via iTunes) (2005)
- "Such Great Heights" (alleen in Groot-Brittannië) (2006)
- "Boy with a Coin" (cd + 10" Vinyl) (2007)
- "Lovesong of the Buzzard" (2008)
- "Flightless Bird" (2009)